# Hylaeamys megacephalus
Hylaeamys megacephalus är en däggdjursart som först beskrevs av Fischer 1814.  Hylaeamys megacephalus ingår i släktet Hylaeamys och familjen hamsterartade gnagare. Inga underarter finns listade i Catalogue of Life.
Arten blir 9,2 till 12,5 cm lång (huvud och bål), har en 8,8 till 12,7 cm lång svans och väger 23 till 59  g. Bakfötterna är 2,2 till 2,9 cm långa och öronen är 2,0 till 2,5 cm stora. Håren som bildar ovansidans päls är gråa nära roten och bruna vid spetsen. På vissa ställen är den gråa färgen synlig. Det finns en tydlig gräns mot den vita undersidan. Fötternas klor har långa hår på toppen. Antalet spenar hos honor är åtta. Hos ungar förekommer en avvikande mörkgrå pälsfärg på ovansidan.
Utbredningsområdet sträcker sig från Venezuela och regionen Guyana över Brasilien till Paraguay. Hylaeamys megacephalus hittas även på Trinidad och Tobago. Habitatet utgörs av täta städsegröna skogar vid Amazonfloden samt av landskapet Cerradon.
Dräktiga honor med tre eller fyra ungar dokumenterades i juni och november.
Det är inga hot mot beståndet kända. IUCN listar Hylaeamys megacephalus som livskraftig (LC).